# Fukushirō Nukaga
Fukushirō Nukaga (jap. 額賀 福志郎 Nukaga Fukushirō; ur. 11 stycznia 1944) – japoński polityk, minister obrony w 1998 oraz w latach 2005–2006. Minister finansów od sierpnia 2007 do sierpnia 2008.

## Życiorys
Fukushirō Nukaga urodził się w 1944 w prefekturze Ibaraki. Ukończył nauki polityczne i ekonomię na Uniwersytecie Waseda. 
W 1983 wszedł po raz pierwszy w skład Izby Reprezentantów z ramienia Partii Liberalno-Demokratycznej (PLD), reprezentując prefekturę Ibaraki.
Od lipca 1998 do listopada 1998 zajmował urząd szefa Japońskiej Agencji Obrony (ówczesny odpowiednik ministerstwa obrony). 5 grudnia 2000 został mianowany ministrem stanu ds. polityki gospodarczej i walutowej w drugim gabinecie premiera Yoshirō Mori. Zrezygnował jednak z urzędu 23 stycznia 2001 po skandalu związanym z wydaniem 15 mln jenów z państwowej kasy. 
31 października 2005 Nukaga ponownie objął funkcję szefa Japońskiej Agencji Obrony w gabinecie premiera Jun’ichirō Koizumi i zajmował ją do 26 września 2006. 
27 sierpnia 2007 w wyniku zmian w gabinecie premiera Shinzō Abe, objął stanowisko ministra finansów. Po rezygnacji premiera Abe z funkcji szefa rządu 12 września 2007, Nukaga jako pierwszy zgłosił zamiar ubiegania się o przewodnictwo w Partii Liberalno-Demokratycznej. Jednak 14 września 2007, po spotkaniu z Yasuo Fukudą, wycofał swoją kandydaturę i udzielił mu wsparcia.
Nukaga zachował stanowisko ministra finansów w rządzie premiera Yasuo Fukudy, utworzonym 26 września 2007. Zajmował je do 2 sierpnia 2008